# The Party's Over (Prophets of Rage)
The Party's Over è il primo EP del supergruppo statunitense Prophets of Rage, pubblicato il 26 agosto 2016 dalla Caroline Records.

## Tracce
1. Prophets of Rage – 3:10
2. The Party's Over – 3:32
3. Killing in the Name (Live) – 5:16 – originariamente interpretata dai Rage Against the Machine
4. Shut Em Down (Live) – 3:35 – originariamente interpretata dai Public Enemy
5. No Sleep til Cleveland (Live) – 5:14

## Formazione
- Tom Morello – chitarra
- Tim Commerford – basso
- Brad Wilk – batteria
- Chuck D – voce
- B-Real – voce
- DJ Lord – giradischi